# Théâtre de l'Amitié (Canton)
Pour les articles homonymes, voir Théâtre de l'Amitié (Karamaÿ).
Le Théâtre de l'Amitié (chinois : 友誼劇院) est un théâtre situé à Canton, Guangdong, Chine. Inauguré en 1965, le théâtre a accueilli des sociétés artistiques célèbres comme le Royal Ballet du Royaume-Uni et le Staatballett Berlin de l'Allemagne.